# Mabalane
Mabalane est une ville du Botswana.